# 68. Golden Globe-gála
A 68. Golden Globe-díj-átadó megrendezésére 2011. január 16-án, vasárnap került sor, élőben az NBC televíziós csatorna közvetítette. A ceremóniát a kaliforniai Beverly Hillsben a Beverly Hilton Hotelben tartották. A Hollywood Foreign Press Association, azaz a Hollywoodban működő külföldi újságírók szövetségének jelöltjeit 2010. december 14-én jelentették be Josh Duhamel, Katie Holmes és Blair Underwood színészek.

## Győztesek és jelöltek

### Film

#### Legjobb film
| Filmdráma | Filmmusical vagy vígjáték                                                                     |
| --- | --------------------------------------------------------------------------------------------- |
| - Social Network – A közösségi háló - Eredet - Fekete hattyú - A harcos - A király beszéde                                     | - A gyerekek jól vannak - Alice Csodaországban - Díva - RED - Az utazó                        |
| Idegen nyelvű film | Animációs film                                                                                |
| - Egy jobb világ – Dánia - Biutiful – Mexikó - A koncert – Franciaország - Kray – Oroszország - Szerelmes lettem – Olaszország | - Toy Story 3. - Aranyhaj és a nagy gubanc - Gru - Így neveld a sárkányodat - Az illuzionista |

#### Legjobb színész
| Férfi főszereplő (filmdráma)                 | Férfi főszereplő (filmdráma) | Női főszereplő (filmdráma)                 | Női főszereplő (filmdráma) |
| -------------------------------------------- | --- | ------------------------------------------ | --- |
|                                              | - Colin Firth – A király beszéde (VI. György király) - Jesse Eisenberg – Social Network – A közösségi háló (Mark Zuckerberg) - James Franco – 127 óra (Aron Ralston) - Ryan Gosling – Blue Valentine (Dean Pereira) - Mark Wahlberg – A harcos (Micky Ward)                                      |                                            | - Natalie Portman – Fekete hattyú (Nina Sayers / A hattyúhercegnő) - Halle Berry – Frankie és Alice (Frankie / Genius / Alice) - Nicole Kidman – Engedd el! (Becca Corbett) - Jennifer Lawrence – Winter’s Bone – A hallgatás törvénye (Ree Dolly) - Michelle Williams – Blue Valentine (Cindy Heller) |
| Férfi főszereplő (filmmusical vagy vígjáték) | Férfi főszereplő (filmmusical vagy vígjáték) | Női főszereplő (filmmusical vagy vígjáték) | Női főszereplő (filmmusical vagy vígjáték) |
|                                              | - Paul Giamatti – Barney és a nők (Barney Panofsky) - Johnny Depp – Alice Csodaországban (Kalapos) - Johnny Depp – Az utazó (Frank Tupelo) - Jake Gyllenhaal – Szerelem és más drogok (Jamie Randall) - Kevin Spacey – Casino Jack (Jack Abramoff)                                               |                                            | - Annette Bening – A gyerekek jól vannak (Dr. Nicole "Nic" Allgood) - Anne Hathaway – Szerelem és más drogok (Maggie Murdock) - Angelina Jolie – Az utazó (Elise Ward) - Julianne Moore – A gyerekek jól vannak (Jules Allgood) - Emma Stone – Könnyű nőcske (Olive Penderghast)                       |
| Férfi mellékszereplő                         | Férfi mellékszereplő | Női mellékszereplő                         | Női mellékszereplő |
|                                              | - Christian Bale – A harcos (Dicky Eklund) - Michael Douglas – Tőzsdecápák – A pénz nem alszik (Gordon Gekko) - Andrew Garfield – Social Network – A közösségi háló (Eduardo Saverin) - Jeremy Renner – Tolvajok városa (James "Jem" Coughlin) - Geoffrey Rush – A király beszéde (Lionel Logue) |                                            | - Melissa Leo – A harcos (Alice Eklund) - Amy Adams – A harcos (Charlene Fleming) - Helena Bonham Carter – A király beszéde (Erzsébet királyné) - Mila Kunis – Fekete hattyú (Lily / Fekete hattyú) - Jacki Weaver – Animal Kingdom – A rettegés birodalma (Janine "Smurf" Cody)                       |

#### Legjobb rendező és forgatókönyvíró
| Rendező | Rendező | Forgatókönyv | Forgatókönyv |
| ------- | --- | ------------ | --- |
|         | - David Fincher – Social Network – A közösségi háló - Darren Aronofsky – Fekete hattyú - Tom Hooper – A király beszéde - Christopher Nolan – Eredet - David O. Russell – A harcos |              | - Aaron Sorkin – Social Network – A közösségi háló - Simon Beaufoy és Danny Boyle – 127 óra - Stuart Blumberg és Lisa Cholodenko – A gyerekek jól vannak - Christopher Nolan – Eredet - David Seidler – A király beszéde |

#### Legjobb filmzene
| Eredeti filmzene | Eredeti filmbetétdal |
| --- | --- |
| - Trent Reznor, Atticus Ross – Social Network – A közösségi háló - Alexandre Desplat – A király beszéde - Danny Elfman – Alice Csodaországban - A. R. Rahman – 127 óra - Hans Zimmer – Eredet | - Díva – You Haven't Seen the Last of Me - Aranyhaj és a nagy gubanc – I See the Light - Díva – Bound to You - Narnia Krónikái: A Hajnalvándor útja – There's a Place for Us - Reflektorfény – Coming Home |

### Televízió

#### Legjobb sorozat, minisorozat, tévéfilm
| Drámasorozat | Musical / vígjátéksorozat | Minisorozat / tévéfilm |
| --- | --- | --- |
| - Boardwalk Empire – Gengszterkorzó (HBO) - Dexter (Showtime) - A férjem védelmében (CBS) - Mad Men – Reklámőrültek (AMC) - The Walking Dead (AMC) | - Glee – Sztárok leszünk! (Fox) - Agymenők (CBS) - Jackie nővér (Showtime) - Modern család (ABC) - A stúdió (NBC) - The Big C – A nagy C (Showtime) | - Carlos (Sundance TV) - Dr. Halál (HBO) - A katedrális (Starz) - Temple Grandin (HBO) - The Pacific – A hős alakulat (HBO) |

#### Legjobb színész
Legjobb színész, televíziós sorozat (dráma)
- Steve Buscemi (Boardwalk Empire – Gengszterkorzó)
- Michael C. Hall (Dexter)
- Bryan Cranston (Breaking Bad)
- Hugh Laurie (Doktor House)
- Jon Hamm (Mad Men – Reklámőrültek)

Legjobb színész, televíziós sorozat (musical vagy vígjáték)
- Alec Baldwin (A stúdió)
- Steve Carell (Office)
- Thomas Jane (Hung – Neki áll a zászló)
- Matthew Morrison (Glee – Sztárok leszünk!)
- Jim Parsons (Agymenők)

Legjobb színész, televíziós minisorozat vagy tévéfilm
- Idris Elba (Luther)
- Ian McShane (The Pillars of the Earth)
- Al Pacino (Dr. Halál)
- Dennis Quaid (The Special Relationship)
- Édgar Ramírez (Carlos)

Legjobb színésznő, televíziós sorozat (dráma)
- Julianna Margulies (A férjem védelmében)
- Elisabeth Moss (Mad Men – Reklámőrültek)
- Piper Perabo (Covert Affairs)
- Katey Sagal (Sons of Anarchy)
- Kyra Sedgwick (A főnök)

Legjobb színésznő, televíziós sorozat (musical vagy vígjáték)
- Toni Collette (Tara alteregói)
- Edie Falco (Jackie nővér)
- Tina Fey (A stúdió)
- Laura Linney (The Big C)
- Lea Michele (Glee – Sztárok leszünk!)

Legjobb színésznő, televíziós minisorozat vagy tévéfilm
- Hayley Atwell (The Pillars of the Earth)
- Claire Danes (Temple Gradin)
- Judi Dench (Cranford)
- Romola Garai (Emma)
- Jennifer Love Hewitt (The Client List)

Legjobb mellékszereplő színész, televíziós sorozat, televíziós minisorozat vagy tévéfilm
- Scott Caan (Hawaii Five-0)
- Chris Colfer (Glee – Sztárok leszünk!)
- Chris Noth (A férjem védelmében)
- Eric Stonestreet (Modern család)
- David Strathairn (Temple Gradin)

Legjobb mellékszereplő színésznő, televíziós sorozat, televíziós minisorozat vagy tévéfilm
- Hope Davis (The Special Relationship)
- Jane Lynch (Glee – Sztárok leszünk!)
- Kelly Macdonald (Boardwalk Empire – Gengszterkorzó)
- Julia Stiles (Dexter)
- Sofía Vergara (Modern család)